# Модель, Вальтер
О́тто Мо́риц Ва́льтер Мо́дель (нем. Otto Moritz Walter Model; 24 января 1891, Гентин, Саксония, Королевство Пруссия, Германская империя — 21 апреля 1945, Ратинген, Дюссельдорф, Гитлеровская Германия) — немецкий военачальник, генерал-фельдмаршал (1 марта 1944 года). Обладатель четырёх степеней Рыцарского креста Железного креста (1941, 1942, 1943, 1944). Среди немецких военачальников Второй мировой войны считался специалистом по оборонной войне. 
Отличался зверствами против мирного населения на оккупированных территориях.

## Начало военной службы и Первая мировая война
Родился в Гентине, Саксония-Анхальт в семье преподавателя музыки в семинарии. В германской имперской армии с 1909 года, служил фанен-юнкером в 52-м пехотном полку. В 1910 году произведён в офицерский чин лейтенанта. Участник Первой мировой войны на Западном фронте. За заслуги получил Железный крест 1-й степени (1917) и 2-й степени, Рыцарский крест ордена Дома Гогенцоллернов. Произведён в чин капитана в ноябре 1917 года. Несколько раз был ранен.

## Между мировыми войнами
После поражения Германии в первой мировой войне был зачислен в рейхсвер и с 1919 года служил в Генеральном штабе, был начальником отдела подготовки личного состава Военного министерства, начальником технического отдела Военного министерства. Подполковник (1932). После прихода Гитлера к власти стал сторонником нацистов. В 1934 году произведён в полковники, в 1938 году — в генерал-майоры. С октября 1938 года — начальник штаба 4-го армейского корпуса.

## Начало Второй мировой войны
На должности начальника штаба 4-го армейского корпуса вступил во Вторую мировую войну и участвовал во вторжении в Польшу. В октябре 1939 года назначен начальником штаба 16-й армии и на этой должности участвовал во Французской кампании. С ноября 1940 года — командир 3-й танковой дивизии. Эта дивизия была переброшена в Польшу и включена в состав 2-й танковой группы генерала Хайнца Гудериана.

## В сражениях на Восточном фронте (1941—1944)
22 июня 1941 года вступил в войну на Восточном фронте. В составе группы армий «Центр» участвовал в Пограничном сражении в Белоруссии, в Витебском сражении, в Смоленском сражении. Один из исполнителей окружения советских войск в Киевской операции. В манёвренных сражениях лета 1941 года добился выдающихся успехов против Красной армии, выдвинулся в число наиболее известных генералов вермахта. 1 октября 1941 года получил звание генерала танковых войск, и возглавил 41-й танковый корпус 3-й танковой группы, участвовал в битве под Москвой. Когда Гитлер после поражения под Москвой снял с постов несколько десятков своих генералов, Модель в январе 1942 года назначен на освободившийся пост командующего 9-й армией.
На этом посту свыше года руководил действиями германских войск в Ржевской битве, где вновь сумел нанести советским войскам значительные потери (около 1 миллиона человек убитыми, ранеными и пленными) и отразить несколько крупных наступлений РККА: Ржевско-Вяземская операция в январе — апреле 1942 года, Первая Ржевско-Сычёвская операция, операция «Марс». Свыше года армия Моделя удерживала плацдарм подо Ржевом и во многочисленных сражениях отражала попытки Красной Армии овладеть городом. Но весной 1943 года в связи с общим ухудшением обстановки на советско-германском фронте Модель вывел свои войска из Ржевского выступа, отразив попытки советского командования разгромить отходившую 9-ю армию. Генерал-полковник (1.02.1942).
Выведенная из-под Ржева 9-я армия Моделя в летней кампании 1943 года наносила главный удар по северному фасу Курской дуги. Однако в начавшейся 5 июля Курской битве её войска смогли лишь незначительно продвинуться вперёд с большими потерями, а затем были отброшены на исходный рубеж советским Центральным фронтом под командованием К. К. Рокоссовского. Это сражение стало первым поражением Моделя. Затем во главе армии он действовал в Орловской операции и в битве за Днепр. Вторично потерпел серьёзное поражение в Брянской операции.
31 января 1944 года Модель был назначен командующим группы армий «Север», которая в это время терпела жестокое поражение в Ленинградско-Новгородской операции. Ситуация для немецких войск сложилась очень тяжёлой, и даже Модель, которого некоторые называли «пожарным фюрера», с полученным приказом держаться на занимаемых позициях, не сумел полностью остановить советское наступление. В течение февраля Модель всё же сумел превратить беспорядочное отступление немецких войск в планомерный отход и к началу марта окончательно остановить советское наступление под Нарвой и Псковом, сорвав планы советского командования по глубокому прорыву в Прибалтику. За этот успех 1 марта 1944 года Моделю присвоено звание генерал-фельдмаршала.
В этот же день он был переброшен на юг и назначен командующим группы армий «Юг», в апреле переименованной в группу армий «Северная Украина». Моделю часто приписывают успех в приостановке советского наступления под Тернополем в апреле 1944 года, но необходимо учитывать, что к тому времени советские войска непрерывно наступали свыше трёх месяцев в ходе Днепровско-Карпатской операции, прошли с боями почти тысячу километров и уже не имели возможностей для дальнейшего непрерывного наступления.
В начале июля 1944 года Модель вновь был брошен на спасение разваливающегося фронта, будучи назначенным командующим войсками группы армий «Центр». Однако к тому моменту она была уже практически полностью разгромлена в ходе Белорусской операции. Смог остановить советское наступление только на рубеже Вислы, потеряв перед этим всю Белоруссию и восточную половину Польши.

## На Западном фронте
С 18 августа 1944 года командовал группой армий «B» и был главнокомандующим войсками на Западе (сменив заподозренного в причастности к заговору 20 июля и покончившего с собой Гюнтера фон Клюге). Ему подчинялись войска группы армий «D» и группы армий «G». Однако главнокомандующим войсками на Западе Модель пробыл всего 18 дней, после чего уступил свою должность Герду фон Рундштедту, оказавшись у него в подчинении. Сумел прорвать кольцо окружения своих войск в Фалезской операции. В сентябре 1944 года сумел разгромить воздушный десант союзников в ходе операции на Арнемском мосту. Сначала добился крупных успехов, но затем потерпел жестокое поражение в Арденнской операции. В феврале — марте 1945 года вновь был разбит в ходе Маас-Рейнской операции, а в апреле 1945 года союзные войска окружили и полностью разгромили подчинённые Моделю войска в Рурской операции. Три недели Модель вёл боевые действия в окружении, но, убедившись в окончательном развале войск, распустил всех солдат по домам, за что пришедший в ярость Гитлер заочно приговорил его к расстрелу. Узнав об этом, Модель 21 апреля 1945 года застрелился в лесу под Дуйсбургом, возле деревни Ведау (ныне место самоубийства Моделя находится на территории города Ратинген).
Через 10 лет, в 1955 году, его сын, Ганс-Георг Модель, который последние месяцы войны был курсантом в дивизии «Великая Германия», а с начала 1950-х годов служил в бундесвере, где прошел путь до бригадного генерала, в сопровождении бывших офицеров Вальтера Моделя эксгумировал тело своего отца. Вальтер Модель был перезахоронен на военном кладбище неподалёку от города Воссенак в лесу Гюртген.

## Оценки Моделя
В послевоенной немецкой и англо-американской историографии Модель считается одним из наиболее успешных военачальников вермахта, при этом особый акцент делается на его победы над советскими войсками.
«Следует заметить, что Модель был одним из немногих генералов, позволявших себе игнорировать указания фюрера и действовать по своему разумению».
Однако даже самые лояльные к Моделю авторы книг о нём вынуждены признавать его крайнюю жестокость по отношению к советскому гражданскому населению и к партизанам. Так, Сэмюэл Митчем пишет о нём:

«Во время отступления Модель применял тактику „выжженной земли“. Он сжигал готовое к сбору зерно на полях и гнал в западном направлении 25000 гражданских лиц (речь идёт о событиях Орловской операции), которые брали с собой только то, что могли унести. По приказу Моделя у них отобрали скот и уничтожили всё, что немцы не могли захватить с собой. Модель был, бесспорно, крайне жесток в обращении с советским гражданским населением, он активно сотрудничал с карательными отрядами СС и с их программами „переселения“ евреев».
— 
Многочисленные факты непрерывных издевательств и массовых убийств гражданского населения и советских военнопленных военнослужащими 9-й армии Моделя в Ржевском выступе были опубликованы на Нюрнбергском процессе:

«В городе Ржеве на центральной площади, где раньше был памятник Ленину, по приказу командующего 27-м германским армейским корпусом генерал-майора Вейса комендант города майор Куртфельд установил виселицу, на которой повесил десятки мирных граждан: Александра Дроздова, Анну Пожарскую, Медоциева и других. Несколько тысяч человек были расстреляны…
В Сычёвке беспощадно расправлялся с женщинами, детьми и стариками комендант города обер-лейтенант Кислер. 7 января 1943 г. он согнал около 100 евреев — женщин, стариков и детей, сначала избил их, потом вывел на окраину города и расстрелял…
При отступлении немцев от деревни Драчево Гжатского района в марте 1943 года помощник начальника немецкой полевой жандармерии лейтенант Бос согнал в дом колхозницы Чистяковой 200 жителей из деревень Драчево, Злобино, Астахово, Мишино, закрыл двери и поджёг дом, в котором сгорели все 200 человек. Среди них были старики, женщины и дети: Платонов М. П., 63 года; Платонова П. Л., 59 лет; Платонов Василий, 35 лет, и его дети: Вячеслав, 5 лет, Александр, 3 года; Васильева П. И., 42 года, её дочери: Мария, 11 лет, Анна, 9 лет, и сын Аркадий, 5 лет; мать Васильева М. С, 72 года; Чистякова К. Г., 64 года, её сын Иван, 13 лет, и внук Юрий, 4 года; Смирнов М. И., 63 года, и его жена Смирнова Е. М., 58 лет, их дочь Смирнова А. М., 27 лет, с детьми 3 года и 1,5 года, дочь Смирнова М. М., 15 лет, и другие…
В Вязьме имелся госпиталь для военнопленных в неотапливаемом каменном сарае. Лечения и ухода за больными никакого не было. Ежедневно умирало от 20 до 30 человек. Больным выдавали в день полкотелка супа без хлеба. По данным врача Михеева Е. А., в один из дней в этом госпитале умерло от истощения и болезней 247 человек. Кроме того, немецкие солдаты избрали в виде мишени для стрельбы больных пленных красноармейцев, когда они проходили по двору госпиталя…
В феврале 1943 года перед отступлением из Вязьмы фашисты привезли группу арестованных советских граждан и пленных красноармейцев на станцию Новоторжская, что около Вязьмы. Пока истощённых голодом людей переводили от Новоторжской до лагеря, многие из них падали от изнеможения. Немецкие конвоиры таких пристреливали. От Новоторжской до Вязьмы было пристрелено 43 человека…
После освобождения города Сычёвки от немецких оккупантов там в лагере в огромном рву было обнаружено свыше 3000 трупов пленных красноармейцев и советских граждан. Осмотр трупов свидетельствует о зверских истязаниях: у многих перебиты руки, ноги, проломлены черепа, отрезаны носы, уши, выколоты глаза, отрезаны половые органы…

В деревне Харино в январе 1943 г. фашисты согнали на скотный двор 79 военнопленных красноармейцев и сожгли их живыми»— 

## Награды

### Первая мировая война
- Железный крест 2-го класса (20 сентября 1914) (Королевство Пруссия)
- Орден «За военные заслуги» 4-го класса с мечами (29 марта 1915) (Королевство Бавария)
- Железный крест 1-го класса (19 октября 1915) (Королевство Пруссия)
- Королевский орден Дома Гогенцоллернов рыцарский крест с мечами (26 февраля 1917)
- Крест «За военные заслуги»[нем.] 2 класса (22 ноября 1917) (Великое герцогство Мекленбург-Шверин)
- Крест «За военные заслуги» 3 класса с военным отличием (22 ноября 1917) (Австро-Венгрия)
- Железный полумесяц (22 ноября 1917) (Османская империя)
- Нагрудный знак «За ранение» (27 августа 1918) чёрный

### Вторая мировая война
- Почётный крест Первой мировой войны 1914/1918 с мечами (1934)
- Испанский крест (31 мая 1939)
- Пряжка к Железному кресту 2-го класса (22 сентября 1939)
- Пряжка к Железному кресту 1-го класса (2 октября 1939)
- Нагрудный знак «За танковую атаку» в серебре (29 августа 1941)
- Нагрудный знак «За ранение» в золоте (25 мая 1942)
- Медаль «За зимнюю кампанию на Востоке 1941/42» (15 июля 1942)
- Рыцарский крест Железного креста с дубовыми листьями, мечами и бриллиантами
  - рыцарский крест (9 июля 1941)
  - дубовые листья (№ 74) (12 февраля 1942)
  - мечи (№ 28) (3 апреля 1943)
  - бриллианты (№ 17) (17 августа 1944)
- Упоминание в Вермахтберихт (21 февраля 1942, 3 сентября 1943, 5 августа 1944, 19 апреля 1945)

## Прочие факты
- Периодически появляющаяся информация о родстве Моделя и Ленина[11] требует уточнения: Ленин являлся восьмиюродным братом Герты Гуйсен, жены Моделя, а не его самого[12].
- За свои действия по восстановлению обороны на критических участках фронта получил прозвище «пожарный фюрера» и «мастер отступления»[6][13].